# Kleidotoma adversa
Kleidotoma adversa är en stekelart som beskrevs av Belizin 1964. Kleidotoma adversa ingår i släktet Kleidotoma, och familjen glattsteklar. Arten är reproducerande i Sverige.